# Olympische Sommerspiele 2000/Teilnehmer (Angola)
| Gelbes Symbol für Goldmedaillen mit stilisierten Olympischen Ringen | Graues Symbol für Silbermedaillen mit stilisierten Olympischen Ringen | Braundes Symbol für Bronzemedaillen mit stilisierten Olympischen Ringen |
| ------------------------------------------------------------------- | --------------------------------------------------------------------- | ----------------------------------------------------------------------- |
| —                                                                   | —                                                                     | —                                                                       |

Angola nahm an den Olympischen Sommerspielen 2000 in der australischen Metropole Sydney mit einer Delegation 30 Sportlern, 15 Männer und 15 Frauen, in fünf Sportarten teil.
Seit 1980 war es die fünfte Teilnahme Angolas bei Olympischen Sommerspielen.

## Flaggenträger
Die Schwimmerin Nádia Cruz trug die Flagge Angolas während der Eröffnungsfeier im Stadium Australia.

## Teilnehmer nach Sportarten

### Basketball
Herren
- 12. Platz

- Kader
Victor Muzadi
Aníbal Moreira
Ângelo Victoriano
Garcia Domingos
Edmar Victoriano
Victor de Carvalho
Herlander Coimbra
Belarmino Chipongue
David Dias
Carlos Almeida
Miguel Lutonda
Buila Katiavala

### Handball
Frauen
- 9. Platz

- Kader
Anica Neto
Domingas Cordeiro
Lili Webba-Torres
Filomena Trindade
Ilda Bengue
Ivone Mufuca
Justina Praça
Marcelina Kiala
Maria Inês Jololo
Odeth Tavares
Maura Faial
Regina Camumbila
Teresa Ulundo

### Leichtathletik
- João N’Tyamba
Marathon: 17. Platz

- Delfina Cassinda
Frauen, 800 Meter: Vorläufe

### Schießen
- João Paulo de Silva
Trap: 41. Platz

### Schwimmen
- João Aguiar
50 Meter Freistil: 63. Platz

- Nádia Cruz
Frauen, 100 Meter Brust: 38. Platz